# Wybory prezydenckie w Stanach Zjednoczonych w 1904 roku

Mapa wyborcza Stanów Zjednoczonych w 1904 roku. Liczba na mapie określa liczbę przedstawicieli stanu w Kolegium Elektorów

Wybory prezydenckie w Stanach Zjednoczonych w 1904 roku – trzydzieste wybory prezydenckie w historii Stanów Zjednoczonych. Na urząd prezydenta wybrano Theodore’a Roosevelta, a wiceprezydentem został Charles Warren Fairbanks.

## Kampania wyborcza
Okres prosperity i sprawne zarządzanie Roosevelta w początkowych latach XX wieku, przysporzyło mu popularności w społeczeństwie. Dodatkowo śmierć niechętnego prezydentowi bossa partyjnego, Marcusa Hanny w 1904, znacznie zwiększyła szanse Roosevelta na uzyskanie nominacji. Na konwencji Partii Republikańskiej w dniach 21-23 czerwca 1904 roku, urzędujący prezydent został wybrany kandydatem na prezydenta w pierwszym głosowaniu, przez aklamację. Kandydatem na wiceprezydenta został Charles Fairbanks. Partia Demokratyczna, zarzucając obozowi rządzącemu radykalizm, postanowiła wystawić kandydaturę konserwatywnego sędziego Altona Parkera. Okazało się to błędem, gdyż konserwatywni wyborcy woleli oddać głos na republikanów, niż na demokratów, którzy wcześniej dwukrotnie wystawili kandydaturę populisty Williama Bryana. Ponadto Roosevelta wsparła większość towarzystw przemysłowych i finansjery. Kandydatem Socjalistycznej Partii Ameryki został Eugene Debs, Partii Prohibicji – Silas Swallow, a Partii Populistycznej – Thomas Watson

## Kandydaci

### Partia Demokratyczna

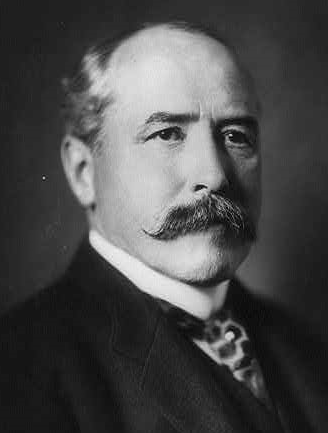
Alton Parker
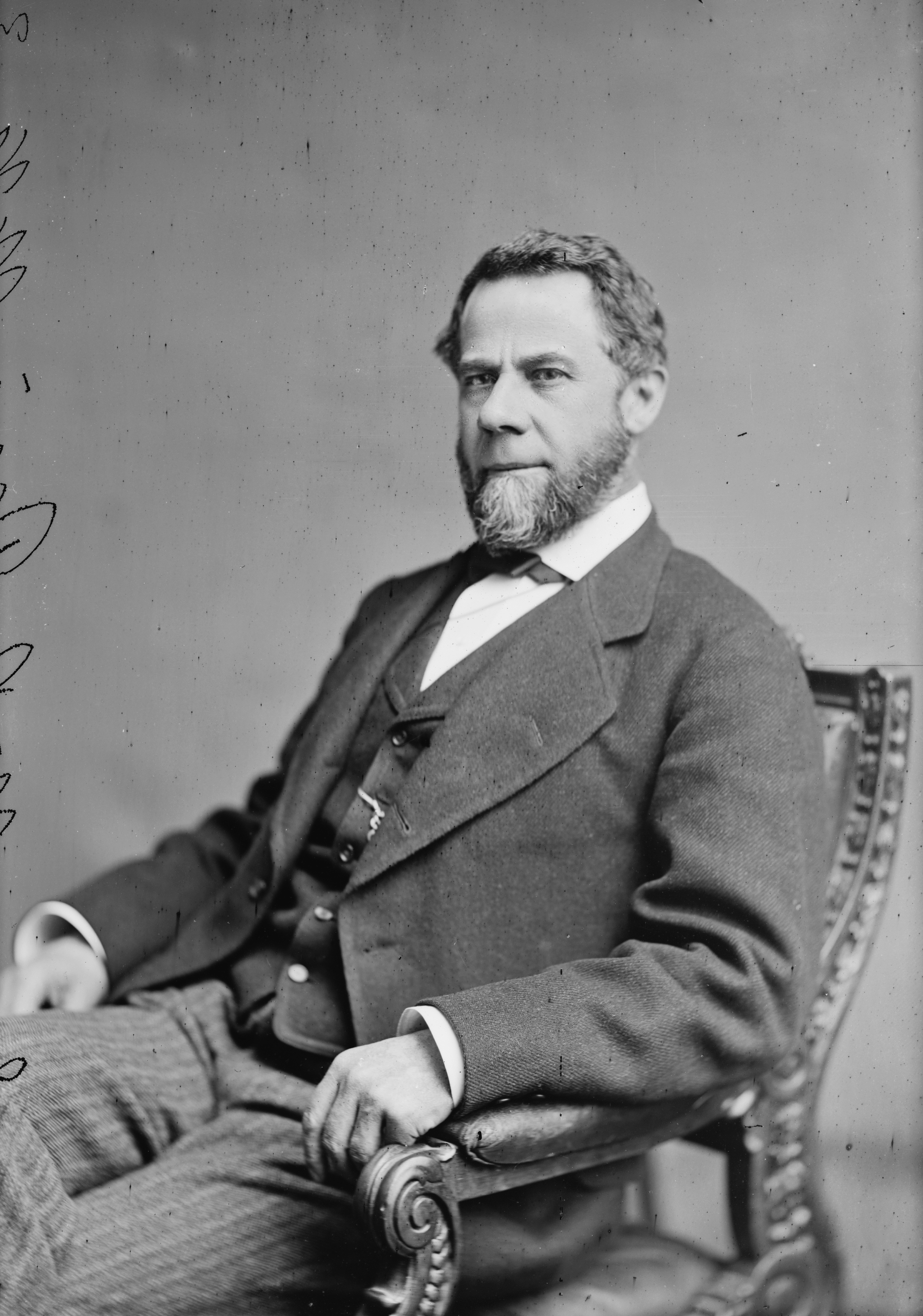
Henry Davis

### Partia Populistyczna

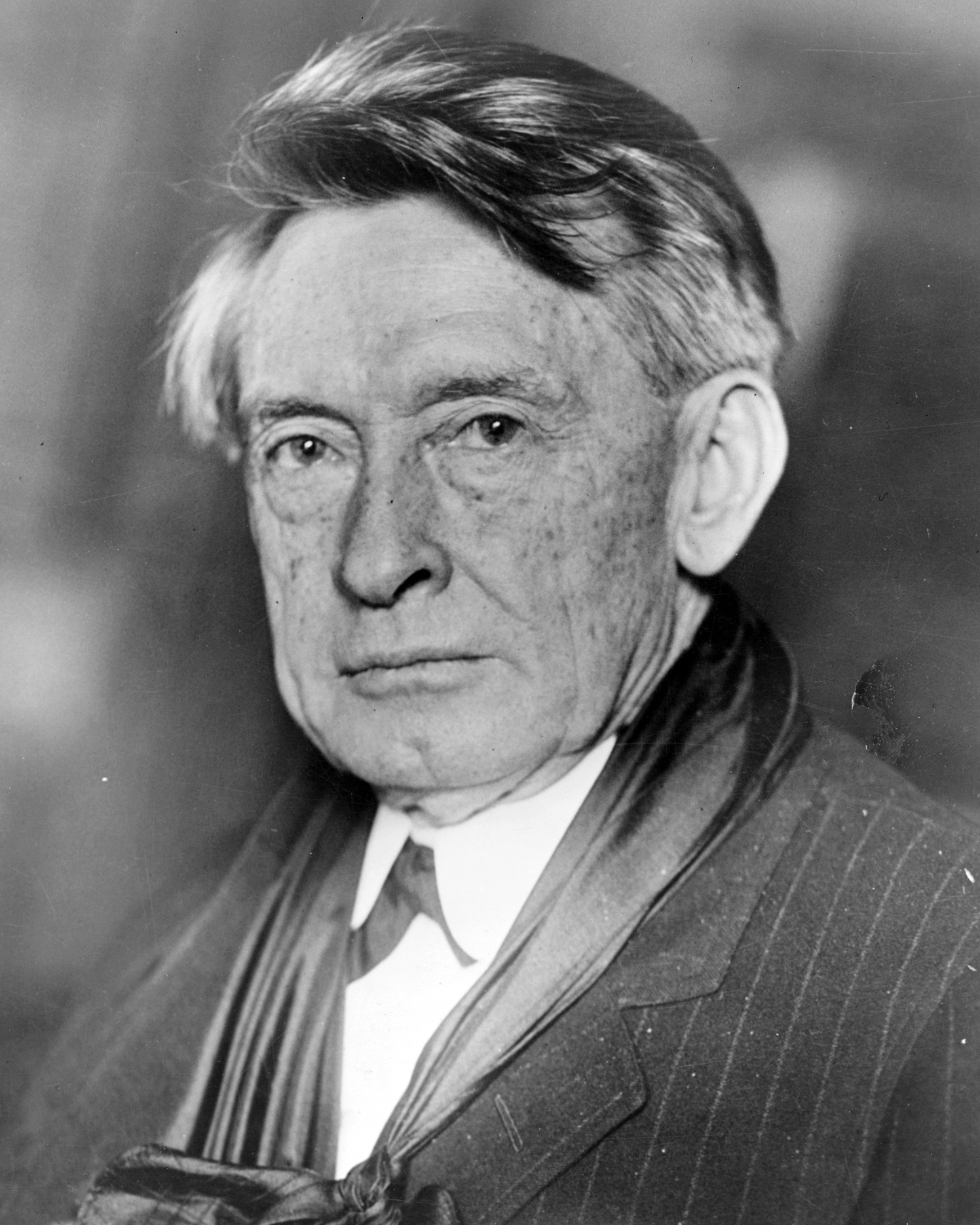
Thomas Watson

### Partia Prohibicji

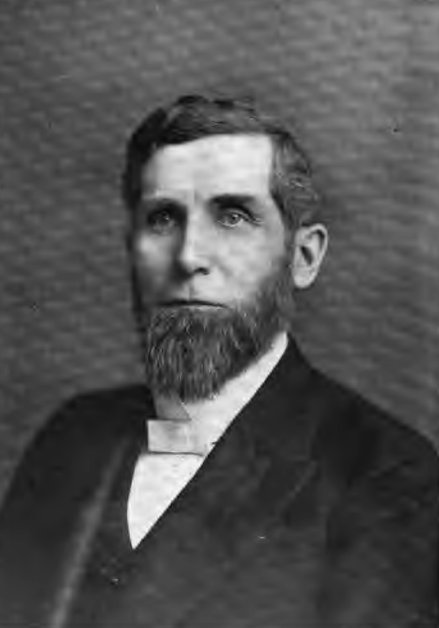
Silas Swallow

### Partia Republikańska

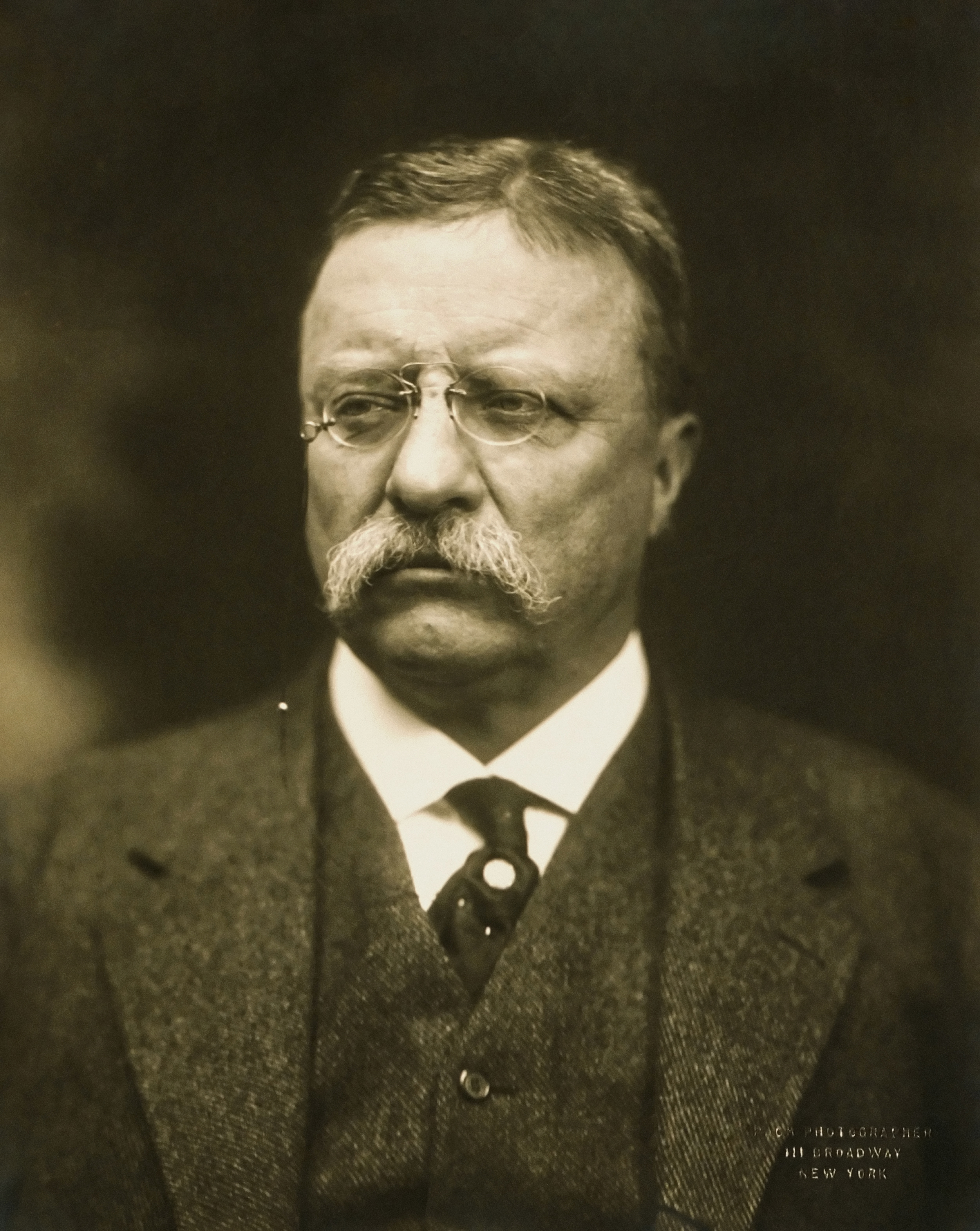
Theodore Roosevelt
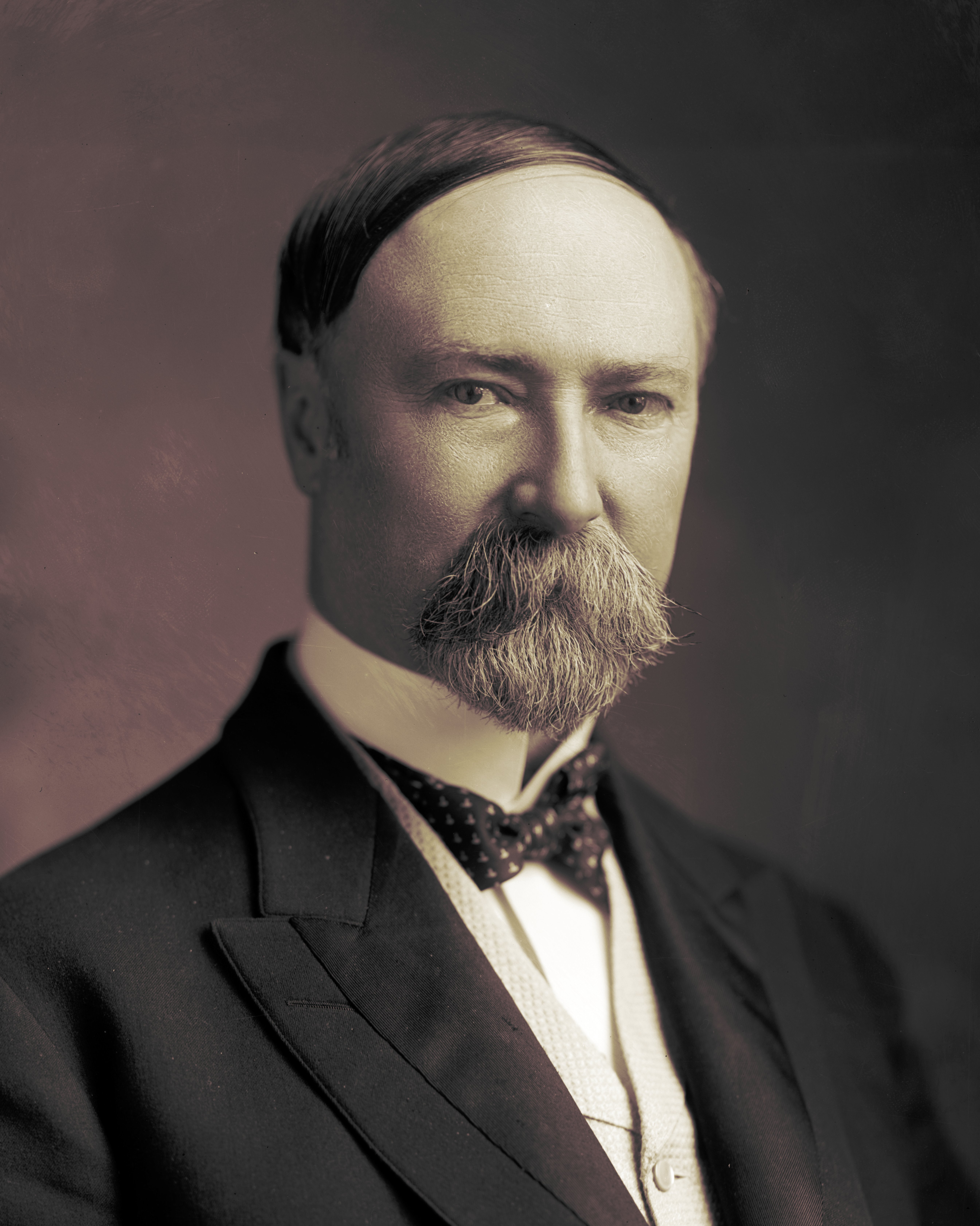
Charles Fairbanks

### Socjalistyczna Partia Ameryki

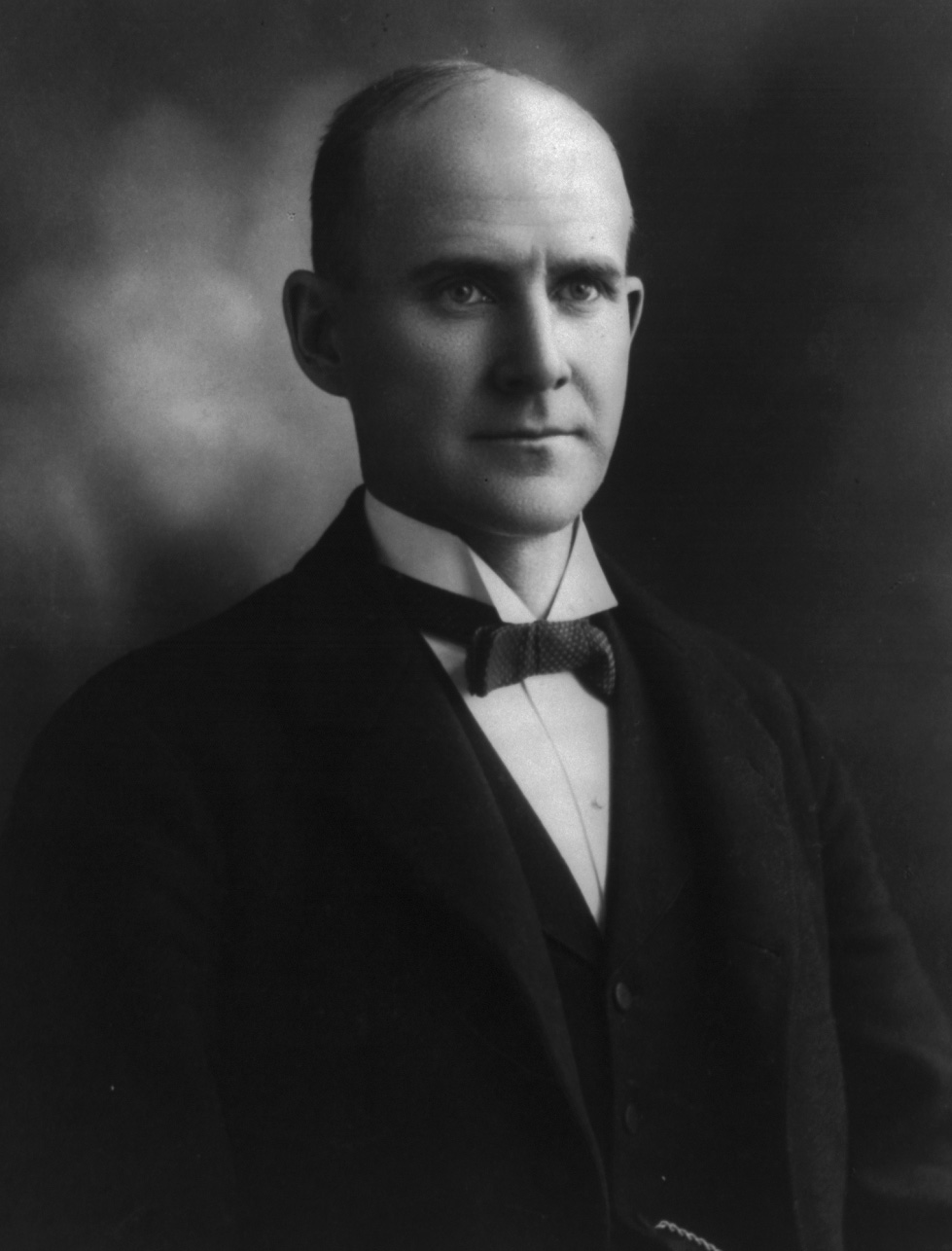
Eugene Debs

## Wyniki głosowania
Głosowanie powszechne odbyło się 8 listopada 1904. Roosevelt uzyskał 56,4% poparcia, wobec 37,6% dla Parkera, 3% dla Eugene’a Debsa, 1,9% dla Silasa Swallowa i 0,8% dla Thomasa Watsona. Ponadto, niespełna 35 000 głosów oddano na niezależnych elektorów, głosujących na innych kandydatów. Frekwencja wyniosła 65,2%. W głosowaniu Kolegium Elektorów Roosevelt uzyskał 336 głosów, przy wymaganej większości 239 głosów. Na Parkera zagłosowało 140 elektorów. W głosowaniu wiceprezydenckim zwyciężył Charles Fairbanks, uzyskując 336 głosów, wobec 140 dla Henry’ego Davisa.
| Kandydat na prezydenta | Partia                        | Głosowanie powszechne | Głosowanie powszechne | Kolegium Elektorów |
| Kandydat na prezydenta | Partia                        | Głosy                 | Procent               | Kolegium Elektorów |
| ---------------------- | ----------------------------- | --------------------- | --------------------- | ------------------ |
| Theodore Roosevelt     | Partia Republikańska          | 7 626 593             | 56,4%                 | 336                |
| Alton Parker           | Partia Demokratyczna          | 5 082 898             | 37,6%                 | 140                |
| Eugene Debs            | Socjalistyczna Partia Ameryki | 402 489               | 3%                    | 0                  |
| Silas Swallow          | Partia Prohibicji             | 258 596               | 1,9%                  | 0                  |
| Thomas Watson          | Partia Populistyczna          | 114 051               | 0,8%                  | 0                  |
| Łącznie                | Łącznie                       | Łącznie               | Łącznie               | 476                |

| Kandydat na wiceprezydenta | Partia               | Kolegium Elektorów |
| -------------------------- | -------------------- | ------------------ |
| Charles Fairbanks          | Partia Republikańska | 336                |
| Henry Davis                | Partia Demokratyczna | 140                |
| Łącznie                    | Łącznie              | 476                |